# Jenette Goldstein
Jenette Elise Goldstein (ur. 4 lutego 1960 roku w Beverly Hills) – amerykańska aktorka filmowa i telewizyjna.

## Wybrana filmografia
- 1986: Obcy – decydujące starcie – Vasquez
- 1988: Presidio – Patti Jean Lynch
- 1989: Zabójcza broń 2 – Meagan Shapiro
- 1991: Terminator 2: Dzień sądu –
  - Janelle Voight,
  - T-1000 w postaci Janelle
- 1991: MacGyver – Rachel Bradley
- 1994: Star Trek: Pokolenia – oficer naukowy USS Enterprise-B
- 1994: Prawnicy z Miasta Aniołów – Tanya Geiss
- 1995: Czysta gra – Rosa
- 1995: Klient – Karen Kelso
- 1997: Titanic – irlandzka imigrantka
- 1998: Zakręcony – pielęgniarka Alvarez
- 1998: Las Vegas Parano – Alice
- 1998: Pełnia życia – Fanny
- 1999: Siódme Niebo – pani Reese
- 1999: Ostry Dyżur –
  - pilotka helikoptera,
  - Judy Stiles
- 2001: Sześć stóp pod ziemią – położna
- 2002: Zatrzymani w czasie – lekarka
- 2002: Podejrzana – pielęgniarka
- 2003: Agentka o stu twarzach – techniczka
- 2003: Starsza pani musi zniknąć – moderatorka
- 2004: 24 godziny – Rae Plachecki
- 2010: Medium – pani Pinsley